# Шеффилд, Эдмунд, 1-й барон Шеффилд
Э́дмунд Ше́ффилд, 1-й баро́н Ше́ффилд (англ. Edmund Sheffield, 1st Baron Sheffielde; 22 ноября 1521 — 19 июля 1549) — английский аристократ, барон Шеффилд (1547—1549).

## Биография
Эдмунд Шеффилд был сыном Роберта Шеффилда и его второй супруги Джейн Стэнли, дочери сэра Джорджа Стэнли, 9-го барона Стрейндж из Нокина и баронессы Джоан Ле Стрейндж. После смерти отца в 1531 году был передан на воспитание Джорджу Болейну, у которого находился до 1536 года.
После казни Джорджа Болейна и его сестры Анны Болейн был передан на воспитание графу Оксфорд. Он женился на его дочери Анне, в браке с которой у него было 2 сына и 3 дочери.
18 февраля 1547 года Эдмунд был возведён в пэры, получив титул барон Шеффилд. Спустя два года, участвовал в подавлении восстания Роберта Кета. Во время уличных сражений с восставшими в Норидже, он упал с лошади в канаву и снял шлем, чтобы сдаться в плен, но был убит мясником по имени Фалк. Был похоронен в церкви Святого Мартина (Норидж).